# دوک کورنوال

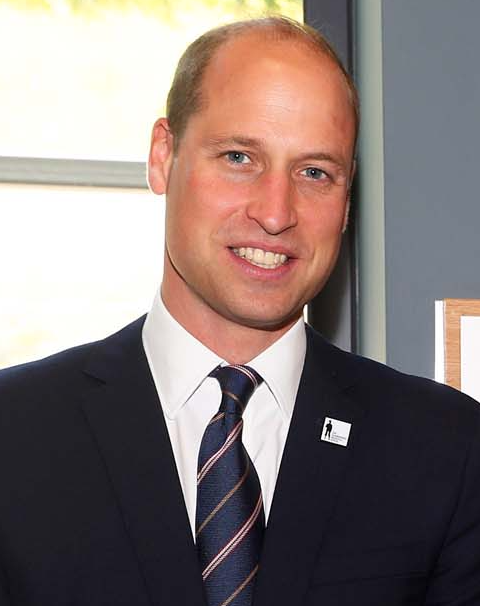
اعلیحضرت شاهزاده ولز، دوک کنونی کورنوال

دوک کورنوال یکی از القاب سلطنتی در انگلستان است که وارث تاج و تخت بریتانیا به‌طور سنتی حامل آن است. دوک‌نشین کورنوال اولین دوک‌نشین در بریتانیا بود که با منشور سلطنتی در ۱۳۳۷ تأسیس شد و ادوارد، شاهزاده سیاه پسر بزرگ ادوارد سوم، در ۱۳۳۷ اولین دوک کورنوال شد. دوک کنونی کورنوال شاهزاده ویلیام، دوک کورنوال و کمبریج، شاهزاده ولز، بزرگ‌ترین پسر چارلز سوم است. همسرش کاترین میدلتون از عنوان والاحضرت دوشس کورنوال استفاده می‌کند.
دوک‌نشین کورنوال بر اساس منشوری که در ۱۷ مارس ۱۳۳۷ تأسیس شد، به عنوان املاک ولیعهد بریتانیا تعریف شده است. طبق این منشور، دوک کورنوال همیشه بزرگ‌ترین پسر و وارث بلافصل پادشاه خواهد بود. هرچند در برخی دوره‌ها از این قاعده تخطی شده، اما در سال ۱۶۰۶ دادگاهی موسوم به پرینس کیس حکم داد که این قاعده باید رعایت شود. در شرایطی که دوک‌نشین بدون دوک باشد، املاک آن تحت مالکیت پادشاه قرار می‌گیرد، حتی اگر وارثان دوک قبلی زنده باشند. همچنین، هیچ زنی نمی‌تواند عنوان دوک کورنوال را به دست آورد، حتی اگر وارث مسلم تاج و تخت باشد. با این حال، یک ملکه بدون پسر می‌تواند به‌طور ضمنی نقش دوک کورنوال را ایفا کند. اگر دوک کورنوال بدون فرزند بمیرد، دوک‌نشین به برادر بعدی او که هم پسر ارشد زنده و هم وارث بلافصل است، منتقل می‌شود.
عنوان «پرنس ولز» که به وارث بلافصل تاج و تخت اعطا می‌شود، لزوماً همراه با عنوان دوک کورنوال نیست. این عنوان به اختیار پادشاه اعطا شده و به‌طور خودکار به ولیعهد منتقل نمی‌شود. به عنوان نمونه، پس از درگذشت فردریک، پرنس ولز، وارث بلافصل جورج دوم، نوه‌اش یعنی جورج (پادشاه آینده جورج سوم) بود. با وجود آنکه جورج به عنوان پرنس ولز منصوب شد، دوک کورنوال نشد؛ زیرا او مستقیماً فرزند پادشاه نبود. در شرایطی که وارث بلافصل پسر مشروع پادشاه نباشد، درآمدهای دوک‌نشین تا زمان تولد یک وارث مشروع یا به قدرت رسیدن یک پادشاه جدید که پسری داشته باشد، به تاج و تخت بازمی‌گردد.
دوک کورنوال از امتیازات ویژه‌ای برخوردار است، از جمله مالکیت بیش از ۵۷۰ کیلومتر مربع زمین که عمدتاً در دوون قرار دارد. علاوه بر این، حق تصاحب اموال بی‌وارث در کورنوال را داراست و مقام کلانتر ارشد کورنوال را منصوب می‌کند، امتیازاتی که معمولاً به تاج و تخت تعلق دارند. در سال ۲۰۱۳، این دوک‌نشین ۱۹ میلیون پوند مازاد درآمد داشت که از مالیات معاف بود، اما پرنس چارلز داوطلبانه مالیات آن را پرداخت کرد. پیش از سال ۲۰۱۱، اگر دوک کورنوال وجود نداشت، درآمدهای این املاک به تاج و تخت می‌رسید، اما طبق قانون Sovereign Grant 2011، این درآمدها اکنون به وارث تاج و تخت منتقل می‌شود، حتی اگر او عنوان دوک کورنوال را نداشته باشد. در صورتی که وارث خردسال باشد، تنها ۱۰٪ از درآمد دوک‌نشین به او داده می‌شود و باقی آن به تاج و تخت تعلق می‌گیرد.